# Делициев, Сергей Гаврилович
Сергей Гаврилович Дели́циев (Дэлициев) (1903—1981) — советский дирижёр, пианист, педагог.

## Биография
Родился 13 (26 июня) 1903 года в Тамбове. В 1922 году окончил Тамбовское музыкальное училище (класс фортепьяно П. М. Рамуля и А. А. Полторацкого). Учился в Московской консерватории (класс фортепьяно В. Н. Аргамакова и класс дирижирования Б. Э. Хайкина). В РККА с 1935 года. Участник Великой Отечественной войны. Капитан. Получив ранение под Ельней, был отозван с фронта и направлен в ЛГК имени Н. А. Римского-Корсакова. В 1942—1945 годах передавал своё дирижёрское мастерство студентам-оркестрантам. Член ВКП(б). Руководил симфоническими оркестрами Калинина, Саратова, Шанхая, Пхеньяна. Был главным дирижёром МАМТ имени К. С. Станиславского и Вл. И. Немировича-Данченко и ГАТОБ Литовской ССР. Преподавал в консерваториях Саратова, Вильнюса, Шанхая, Пхеньяна, в МГПИ имени Гнесиных.
Умер 4 апреля 1981 года. Похоронен в Москве на Введенском кладбище.

## Постановки
- «Дмитрий Донской» В. Н. Крюкова
- «Пиковая дама» П. И. Чайковского
- «Мазепа» П. И. Чайковского
- «Царская невеста» Н. А. Римского-Корсакова
- «Отелло» Дж. Верди

## Награды и премии
- заслуженный деятель искусств РСФСР (21.6.1973).
- Сталинская премия третьей степени (1951) — за дирижированием оперным спектаклем «Борис Годунов» М. П. Мусоргского на сцене ГАТОБ Литовской ССР
- орден Отечественной войны II степени (31.3.1945; был представлен к медали «За боевые заслуги»)
- медали